# 西南埃塞俄比亚人民州
西南埃塞俄比亚人民州，简称西南州，是埃塞俄比亚西南部的一个州。西南州原为南方民族、部落和人民州的一部分，经公投于2021年11月23日建州。
该州由凯法地区（由卡法謝卡地區分出）、谢卡地区（由卡法謝卡地區分出）、本奇馬吉地区、道罗地区、西奥莫地区和孔塔县组成，工作语言为阿姆哈拉语。

## 行政区划
下表根据2007年人口普查的信息列出了西南埃塞俄比亚人民州各地区和直辖县。联合国地理信息工作组维护的二级行政区列表可追溯至2002年 。
| 序号 | 区           | 首府       |
| ---- | ------------ | ---------- |
| 1    | 本奇馬吉地區 | 米赞泰菲里 |
| 2    | 道罗地区     | 特查       |
| 3    | 凯法地区     | 邦加       |
| 4    | 谢卡地区     | 特比       |
| 5    | 西奥莫地区   |            |
| 6    | 孔塔县       | 阿梅亚     |